# Nedre Eikers kommun
Nedre Eikers kommun (norska: Nedre Eiker kommune) var en kommun i Buskerud fylke i sydöstra Norge. Den gränsade till Liers kommun, Drammens kommun, Hofs kommun och Øvre Eikers kommun.
De flesta av kommunens invånare bodde i orterna Mjøndalen, Krokstadelva, Solbergelva och Steinberg. Mjøndalen, som ligger vid Drammenselva, var kommunens centralort och största ort med cirka 8 000 invånare. Älven, som rinner från Tyrifjorden till Drammensfjorden, delar upp den dåvarande kommunens samhällen. Steinberg och Mjøndalen ligger på älvens södra sida medan Krokstadelva och Solbergelva ligger på den norra sidan.

## Administrativ historik
Nedre Eikers kommun upprättades den 1 juli 1885 när den dåvarande kommunen Eiker delades i två och de båda kommunerna Nedre Eiker respektive Øvre Eiker bildades. Kommunen hade 3 407 invånare vid upprättandet.
Mellan 1954 och 1965 genomfördes ett antal gränsregleringar med grannkommunen Øvre Eiker:
- 24 september 1954: bebott område (140 invånare) från Øvre Eikers kommun
- 1 januari 1965: obebott område till Øvre Eikers kommun
- 1 januari 1965: obebott område från Øvre Eikers kommun

Kommunen upphörde den 1 januari 2020, då den (tillsammans med Svelviks kommun) slogs ihop med Drammens kommun.

## Kända personer från Nedre Eiker
- Lars Korvald, (1916-2006), politiker, och före detta statsminister
- Herman Wildenvey, (1886 - 1959), författare